# Soumagne
Soumagne ist eine Gemeinde in der belgischen Provinz Lüttich. Sie besteht aus den Ortschaften Soumagne, Ayeneux, Cerexhe-Heuseux, Évegnée-Tignée, Mélen und Micheroux.

## Beschreibung
Auf dem Gebiet der Gemeinde wurde der mit 6505 m längste Eisenbahntunnel Belgiens, der Tunnel von Soumagne, gebaut. Er ist Teil der Schnellfahrstrecke HSL 3, die  Lüttich und Aachen verbindet.
1580 begann auf dem Gebiet der Gemeinden Soumagne und Aeyneux die Kohlengräberei.
Von ungefähr 1850 bis 1970 wurde dort Steinkohle im industriellen Maßstab gefördert. Die Förderanlagen sind seit 1992 als Industrie-Kulturdenkmal gelistet.
Am 5. August 1914 marschierte das 27. Reichsregiment des Deutschen Heeres in die Stadt ein; Während des Prozesses erschossen sie 118 Zivilisten und brannten 108 Häuser nieder. Diese Kriegsverbrechen waren eine Kollektivstrafe für den Widerstand der belgischen Armee gegen die Invasion aus dem nahe gelegenen Fort de Fléron.
Von 1942 bis 1944 betrieben die deutschen Besatzer auf dem Gebiet der Gemeinde eine Zweigstelle des Lebensborn, „Maternité des Ardennes“ genannt.

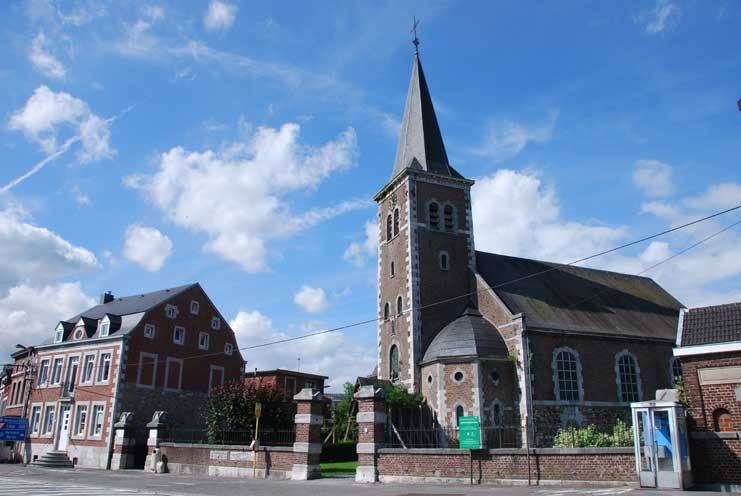
Lambertuskirche von 1694 und Pfarrhaus
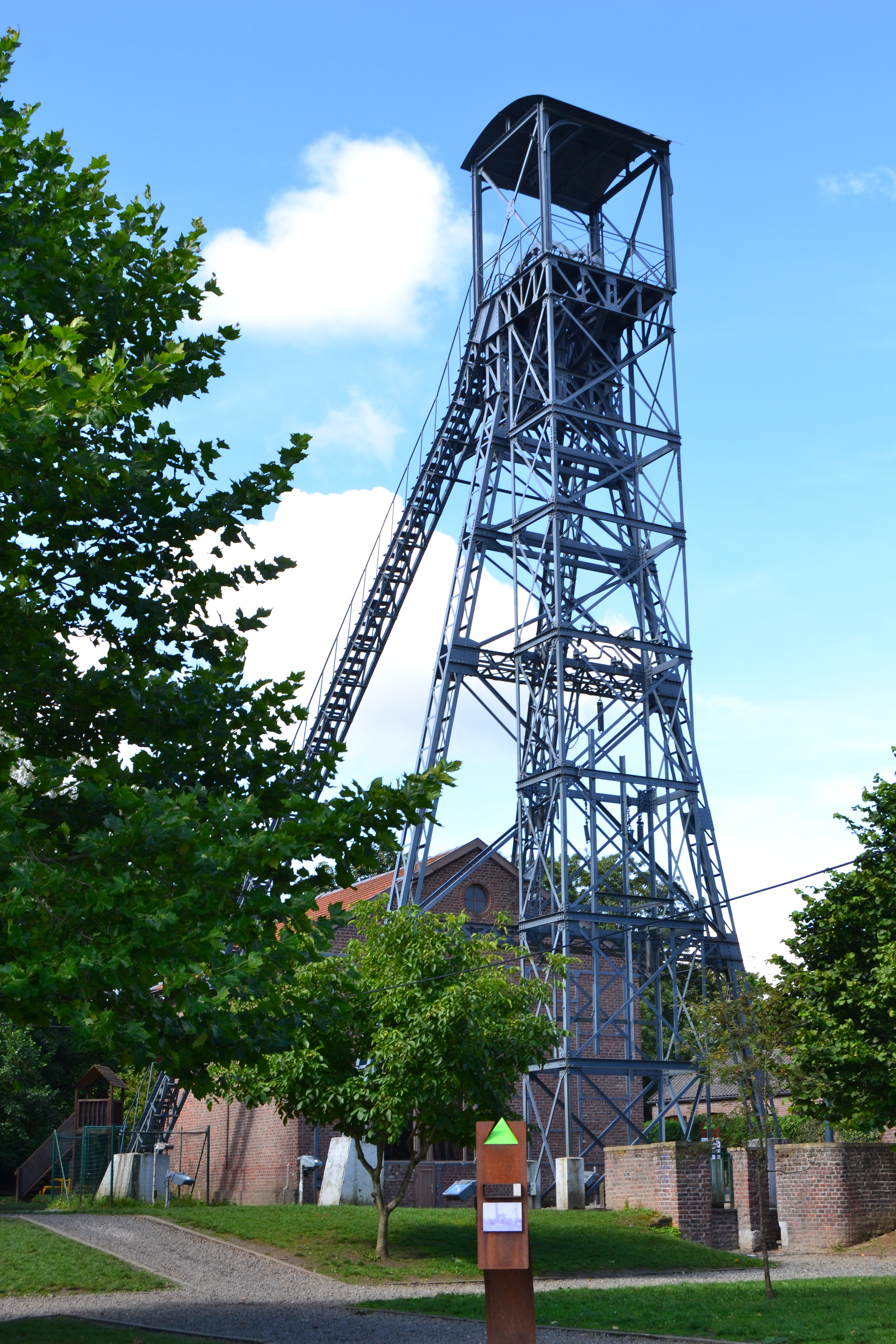
1Förderturm der Grube Bois–Bas
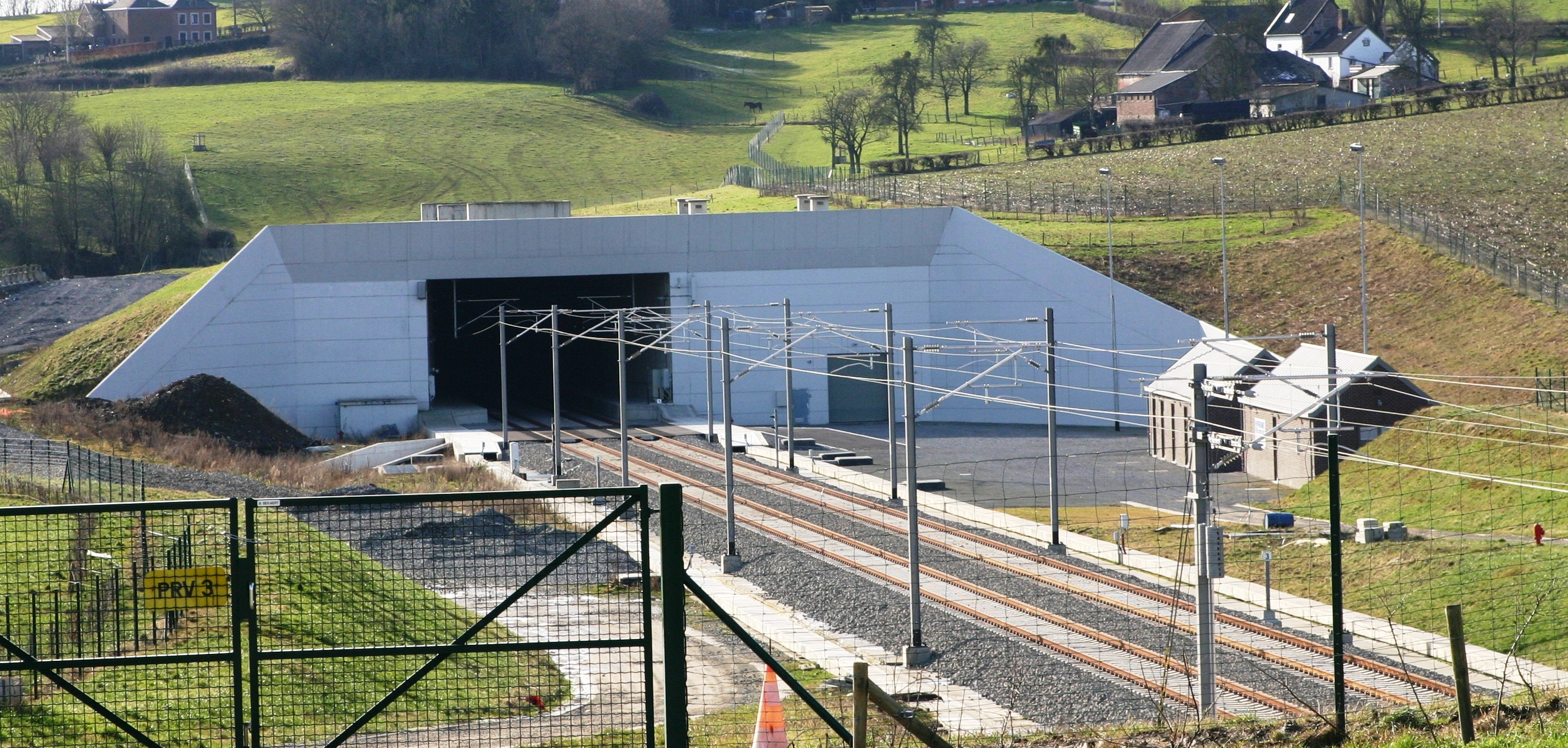
Tunneleinfahrt an der Hochgeschwindigkeitstraße
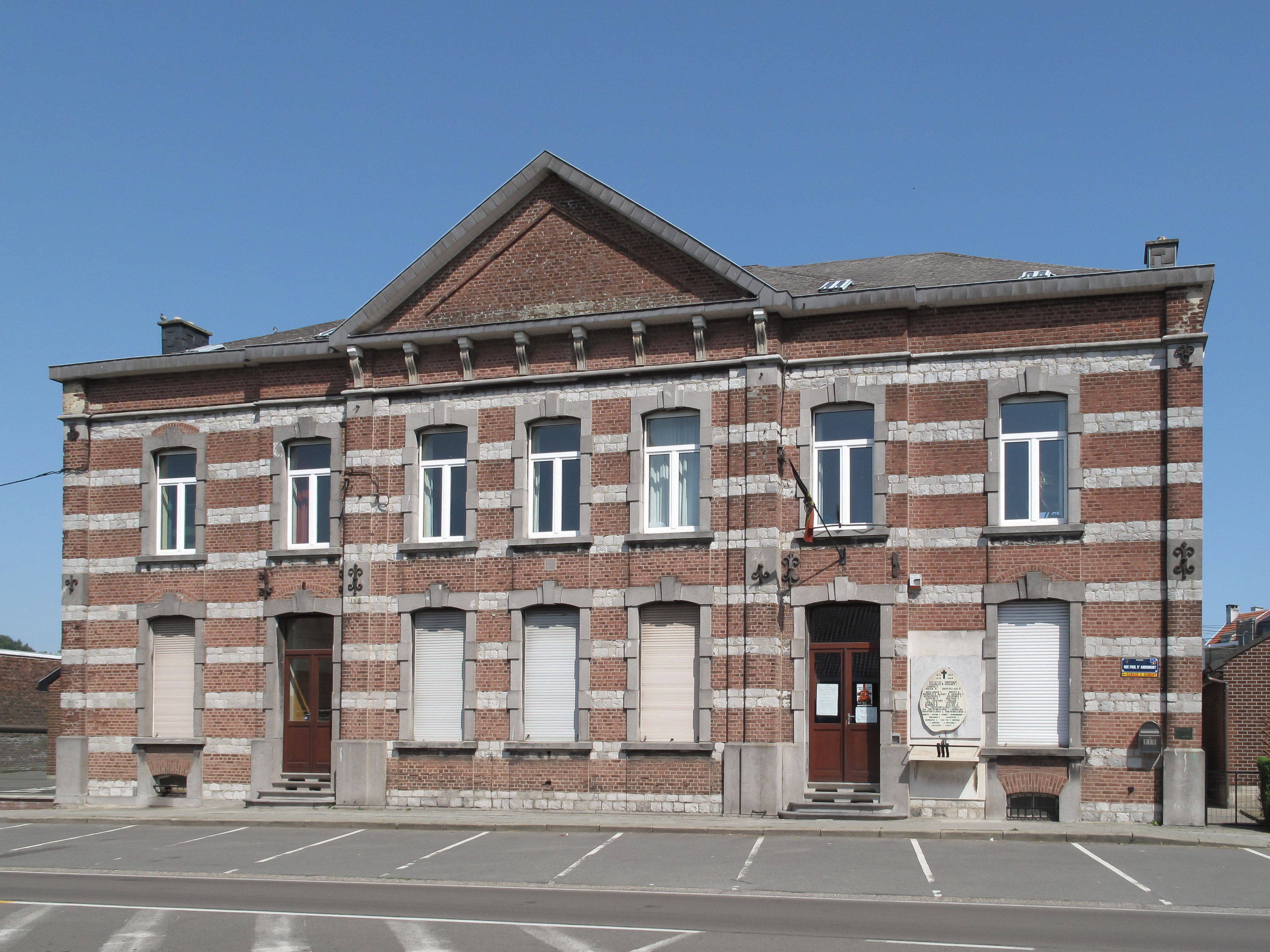
Schule in Micheroux
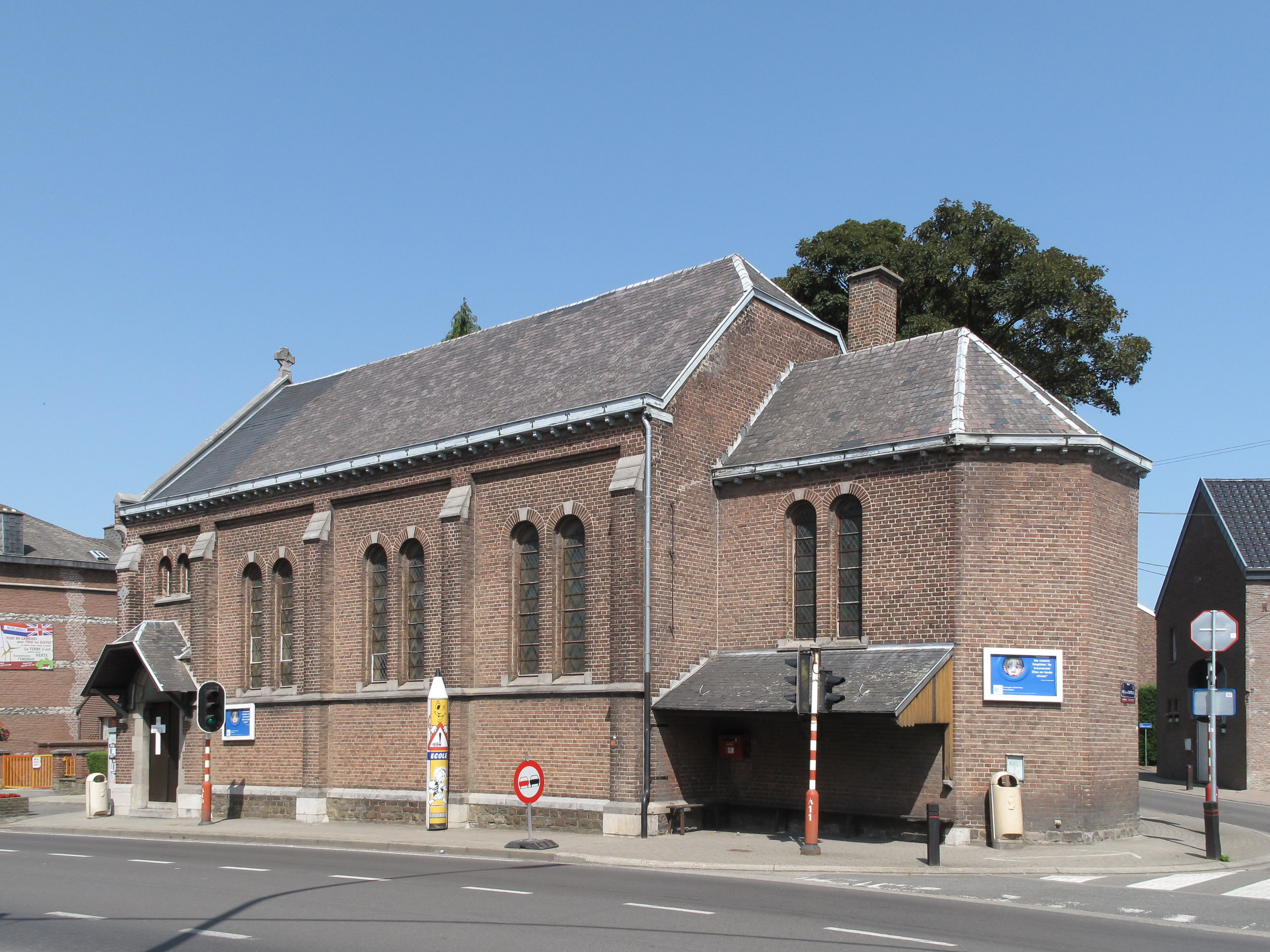
Kirche in Micheroux

## Persönlichkeiten
- Dimitri Lavalée (* 1997), Fußballspieler